# KTNN
 KTNN este o stație radio AM (undă medie) în limba Navajo, care emite la 660 AM de la Window Rock, Arizona, sediul guvernului Națiunii Navajo. Acesta transmite muzică și audio tribale Navajo din dansuri ceremoniale Navajo (powwow) și muzică autohtonă, precum și muzică country și bluegrass în engleză. Cele mai multe dintre anunțurile sale sunt bilingve și de difuzare în Navajo și engleză.

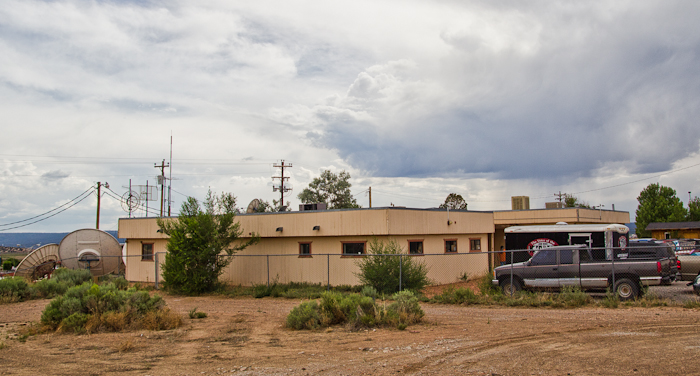
Sediul central al KTNN în Window Rock, Arizona

În momentul în care stația ,,a intrat în aer" în 1986, a afirmat că este ultima stație permisă să intre în aer cu o putere completă de 50.000 de wați pe frecvența clară a canalului unei alte stații; cu toate acestea, alte stații au fost permise de atunci.
Noaptea, stația folosește o antenă direcțională pentru a proteja, așa cum cer regulile FCC, semnalul WFAN la New York City, deoarece WFAN este o stație de clasă A (fostă clasă IA) care emite pe 660 kHz și KTNN este clasa B (fostă clasă II-A).